# Channapura, Kolar
Channapura là một làng thuộc tehsil Kolar, huyện Kolar, bang Karnataka, Ấn Độ.
Thời tiết: 26 °C, Gió Hướng Tây Nam với 8 km/h, 72% Độ ẩm